# Nom dénombrable
Pour l’article ayant un titre homophone, voir Non dénombrable.
Cette page contient des caractères spéciaux ou non latins. S’ils s’affichent mal (▯, ?, etc.), consultez la page d’aide Unicode.
En grammaire et en linguistique, un nom dénombrable est un nom désignant une entité qui se compte, par exemple une chaise, deux chaises. Il peut être quantifié par un adjectif numéral, comme dans l'exemple précédent, ou par un adjectif indéfini comme chaque ou plusieurs. Il se possède un singulier et un pluriel. 
Son antonyme est nom indénombrable (en) qui ne peut pas être dénombré et donc mis au pluriel, par exemple le temps.   

## Différences linguistiques
La classification des noms dans les dénombrables ou les indénombrables varie en fonction de la langue. Par exemple en anglais, le mot luggage est indénombrable alors qu'en français les bagages sont dénombrable comme dans la phrase : My luggage is in my room (« Mes bagages sont dans ma chambre »). 
Certaines langues, comme le mandarin, traitent tous les noms comme des noms indénombrables et utilisent un classificateur de noms (voir Classificateur chinois ) pour ajouter des chiffres et d'autres quantificateurs. Les exemples suivants sont des noms qui, bien qu'apparemment dénombrables, sont toujours traités comme des noms indénombrables : 
- 那 个人 吃完 了 ( nà gè rén chī wán le) - « Cette unité de personne a mangé », « Cette personne a mangé »
- 那 三 个人 吃完 了 ( nà sān gè rén chī wán le) - « Ces trois unités de personnes ont mangé », « Ces trois personnes ont mangé »
- 她 有七 本书 (tā yŏu qī bĕn shū ) - « Elle a sept unités de livres », « Elle a sept livres ».

Un classificateur implique donc que le ou les objets auxquels il fait référence sont dénombrables en ce sens que le locuteur a l'intention de les énumérer plutôt que de les considérer comme une unité (quelle que soit la quantité). Le classificateur change au fur et à mesure que l'unité comptée change. 
L'utilisation d'un classificateur est similaire, mais pas identique, à l'utilisation des unités de mesure pour compter les groupes d'objets en français. Par exemple, dans « trois étagères de livres », étagères est utilisé comme unité de mesure. 
À l'opposé, certaines langues, comme le turc, traitent tous les noms, même les entités difficilement dénombrables, comme des noms dénombrables. 
- Pirinçler daha tam pişmemiş. - « Le riz (littéralement les riz) n'a pas encore été bien cuit »
- Sütler hep yerlere döküldü. - « Le lait (littéralement les laits) a été renversé sur tout le sol (littéralement les sols) »
- Nehirlerin suları çok güzel akıyor. - « L'eau des rivières (littéralement les eaux) coule gentiment »
- Parasız kişiler için kitaplar dağıtıyorlar. - « Ils distribuent des livres pour les gens sans argent ».

Néanmoins, il est possible d'utiliser des unités de mesure avec des nombres en turc, même avec les noms très évidemment dénombrables. Notez que les noms turcs ne peuvent pas prendre un suffixe pluriel après les nombres et les unités de mesure. 
- Beş bardak süt - « cinq verres de lait »
- İki kaşık dolusu pirinç - « deux cuillerées de riz »
- Üç tane kişi - « trois unités de personne »
- Dört metrekare yer - « quatre mètres carrés de sol »
- Yedi raf kitap - « sept étagères de livres ».